# Bee Gees Greatest Hits
A Bee Gees Greatest Hits című lemez a Bee Gees Japánban  kiadott válogatáslemeze.

## Az album dalai
1. I Can't See Nobody   (Barry és Robin Gibb) – 3:45
2. World (Barry, Robin és Maurice Gibb) – 3:05
3. I Started a Joke (Barry, Robin és Maurice Gibb) – 3:15
4. First of May (Barry, Robin és Maurice Gibb) – 2:50
5. I.O.I.O. (Barry Gibb, Maurice Gibb) – 2:44
6. My world (Barry és Robin Gibb) – 4:20
7. Run To Me (Barry, Robin és Maurice Gibb) – 3:00
8. Nights on Broadway (Barry, Robin és Maurice Gibb) – 4:32
9. Come on Over  (Barry és Robin Gibb) – 3:26
10. Love So Right (Barry, Robin és Maurice Gibb) – 3:31
11. Love Me (Barry és Robin Gibb) – 4:00
12. More Than a Woman (Barry, Robin és Maurice Gibb) – 3:14
13. Love You Inside Out (Barry, Robin és Maurice Gibb) – 4:08
14. He's a Liar (Barry, Robin és Maurice Gibb) – 3:56
15. The Woman in You (Barry, Robin és Maurice Gibb) – 4:01
16. I Love You Too Much (Barry, Robin és Maurice Gibb) – 4:28

## Közreműködők
- Bee Gees